# 京师大学堂分科大学旧址
京师大学堂分科大学旧址位于北京市东城区安德里北街21号，建于1905至1911年。2006年列入全国重点文物保护单位名单。

## 歷史
京师大学堂成立于1898年“百日维新”时期，1904年，清朝政府參照日本高等教育的模式，將京师大學堂三成三部分，分別是：“高等學堂”、“分科大學”、“通儒院”，分別相當於中西學專科、本科、研究生院。分科大学於1910年3月31日開學，中华民国成立後改为段祺瑞的兵营。

## 建築現況
现存五栋二层楼房，均坐北朝南排在一條東西馬路的北側，由日本建筑师真水英夫设计，其中位于中央兩棟爲主樓，仿欧古典式、砖木结构、清水砖墙、三角桁架、坡屋頂，建築造型粗犷厚重，屬於北京早期折中主義建築。兩側配樓風格同主樓一緻。